# Здание муниципалитета Карачи
Здание муниципалитета Карачи (англ. Karachi Municipal Corporation Building) — одно из многих исторических зданий, расположенных на дороге им. Мухаммада Али Джинны и являющееся одним из главных символов Карачи. Строительство было начато 14 декабря 1895 года, 31 декабря 1930 года здание было построено. Официальное открытие состоялось 7 января 1932 года.

## Празднование юбилея
В 2007 году губернатор Синда Ишрат-уль-Ибад Хан объявил о проведении фестиваля «Хамара Карачи», одновременно с фестивалем в городе прошли празднования юбилейной даты основания здания муниципалитета, которому исполнилось 75 лет. «Хамара Карачи» проходил в период с 6 по 18 января 2007 года.
В фестивале приняло участие множество известных людей Пакистана, в том числе президент страны Первез Мушарраф.